# Saint-Loup (Charente Marítimo)
 Saint-Loup  es una población y comuna francesa, situada en la región de Poitou-Charentes, departamento de Charente Marítimo, en el distrito de Saint-Jean-d'Angély y cantón de Tonnay-Boutonne.

## Demografía
| 403 | 327 | 267 | 252 | 274 | 273 |
| Para los censos de 1962 a 1999 la población legal corresponde a la población sin duplicidades (Fuente: INSEE [Consultar]) |     |     |     |     |     |